# Grand Prix de Tennis de Lyon 1997
Il Grand Prix de Tennis de Lyon 1997 è stato un torneo di tennis giocato sul cemento indoor. È stata l'11ª edizione del Grand Prix de Tennis de Lyon, che fa parte della categoria World Series nell'ambito dell'ATP Tour 1997. Il torneo si è giocato al Palais des Sports de Gerland di Lione in Francia, dal 13 al 20 ottobre 1997.

## Campioni

### Singolare
Fabrice Santoro ha battuto in finale  Tommy Haas con il punteggio di 6–4, 6–4

### Doppio
Ellis Ferreira /  Patrick Galbraith hanno battuto in finale  Olivier Delaître /  Fabrice Santoro con il punteggio di 3–6, 6–2, 6–4